# کچل‌منگان
کچل‌منگان(به کردی: کەچەڵ مینان، Keçellmînan) روستایی از توابع بخش سرشیو شهرستان سقز است که در استان کردستان ایران قرار دارد.

## جمعیت
این روستا در دهستان ذوالفقار واقع شده و براساس سرشماری سال ۱۳۸۵، جمعیت آن ۲۴۲ نفر (۵۵ خانوار) بوده‌است.